# 今晩おひま?
『今晩おひま?』（こんばんおひま、フランス語: Les Dragueurs）は、1959年製作・公開、ジャン＝ピエール・モッキー監督によるフランスの映画である。

## 略歴・概要
本作は、ハイティーンであった1946年から映画俳優として活動し、1954年にはルキノ・ヴィスコンティ監督の『夏の嵐』の助監督を務めたジャン＝ピエール・モッキーの初監督作である 。フランスでは、フェルナン・リヴェールのレ・フィルム・フェルナン・リヴェールが配給して1959年4月29日に、アメリカ合衆国でも、ガストン・アキムのガストン・アキム・インターナショナルが配給して1960年5月2日に公開された。
日本では、新外映配給が輸入し、フランス公開の約半年後の10月22日、同社の配給により公開された。映画史家の田中純一郎によれば、当時の日本では、本作公開の12日前に公開されたクロード・シャブロル監督の『いとこ同志』等とともに、ヌーヴェル・ヴァーグの1作として受け止められている。日本国内向けのビデオグラムは、2010年8月現在発売されていない。60作近い監督作をもつジャン＝ピエール・モッキーの監督作のうち、日本で公開されているのは、現状、本作のみである。

## スタッフ・作品データ
- プロデューサー : ジョゼフ・リスボナ （Joseph Lisbona [8]）
- 監督・脚本 : ジャン＝ピエール・モッキー
- 原案顧問 : モーリス・デルベス （Maurice Delbez）
- 翻案・台詞 : ジャン＝ピエール・モッキー、ジャン＝シャルル・ピション （Jean-Charles Pichon）、ルイ・サパン （Louis Sapin [9]）
- 撮影 : エドモン・セシャン （Edmond Séchan）
- 美術・装飾 : マックス・ドゥーイ （Max Douy）
- 編集 : アルマン・プセニー （Armand Psenny [10]）
- 音楽 : モーリス・ジャール
- 助監督 : ジョゼフ・リスボナ、ジャック・ルーフィオ （Jacques Rouffio）

- 製作 : リスボン・フィルム （Lisbon Films [11]）
- フォーマット : 白黒映画 - スタンダードサイズ（1.37:1） - モノラル録音

## キャスト
クレジット順

シャルル・アズナヴールら

- ジャック・シャリエ （Jacques Charrier） - Freddy（吹替：岩田安生）
- シャルル・アズナヴール - Joseph Bouvier（吹替：矢田稔）
- ダニー・ロバン （Dany Robin） - Denise
- ダニー・カレル （Dany Carrel） - Dadou
- エステラ・ブラン （Estella Blain） - Sylviane

- アヌーク・エーメ - Jeanne
- ベリンダ・リー （Belinda Lee） - Ghislaine
- ニコル・ベルジェ - Françoise
- ヴェロニク・ノルデー （Véronique Nordey） - La bobby-soxer
- アンジュ・シェネール（インゲボルク・シェーナー、Ingeborg Schöner） - Monica
- マルギット・ザート （Margit Saad） - Ingrid
- ジェラール・ダリュー （Gérard Darrieu） - Un ami de Freddy
- ジャン・ロケル （Jean Roquel [12]） - Un ami de Freddy
- ジェラール・オフマン （Gérard Hoffmann [13]） - Marco
- ダニエル・ヴィダル - Une fille draguée

- ジュヌヴィエーヴ・グラ （Geneviève Grad）

## 註
1. 1 2  The Chasers, Internet Movie Database （英語）, 2010年8月6日閲覧。
2. 1 2  今晩おひま?、キネマ旬報映画データベース、2010年8月6日閲覧。
3. 1 2  Jean-Pierre Mocky - IMDb（英語）, 2010年8月6日閲覧。
4. ↑  『日本映画発達史 IV 史上最高の映画時代』、田中純一郎、中公文庫、1976年3月10日 ISBN 4122003156, p.357-361.
5. ↑  今晩おひま?、allcinema ONLINE, 2010年8月6日閲覧。
6. ↑  ジャン・ピエール・モッキー、キネマ旬報映画データベース、2010年8月6日閲覧。
7. ↑  ジャン＝ピエール・モッキー、allcinema ONLINE, 2010年8月6日閲覧。
8. ↑  Joseph Lisbona - IMDb（英語）, 2010年8月6日閲覧。
9. ↑  Louis Sapin - IMDb（英語）, 2010年8月6日閲覧。
10. ↑  Armand Psenny - IMDb（英語）, 2010年8月6日閲覧。
11. ↑  Lisbon Films - IMDb（英語）, 2010年8月6日閲覧。
12. ↑  Jean Roquel - IMDb（英語）, 2010年8月6日閲覧。
13. ↑  Gérard Hoffman - IMDb（英語）, 2010年8月6日閲覧。